# Karol Grossmann
Karol Grossmann (né le 27 octobre 1864 à Drakovci – mort le 3 août 1929 à Ljutomer) est un pionnier du cinéma slovène.

## Biographie
Avocat de profession, Karol Grossmann a tourné le premier film slovène à Ljutomer.

## Filmographie
- Odhod od maše v Ljutomeru [Sortie de la messe à Ljutomer] (1905)
- Sejem v Ljutomeru [La Foire à Ljutomer] (1905)
- Na domačem vrtu [Dans le jardin familial] (1906)